# Eurobowl 1989
Navigation
Édition précédente Édition suivante
L'Eurobowl 1989 est la 3e édition de l'Eurobowl,.
Elle sacre les Italiens des Frogs de Legnano.

## Clubs de l'édition 1989
| Équipe                   | Nationalité |
| ------------------------ | ----------- |
| Cologne Red Barons       | Allemagne   |
| Giants de Graz           | Autriche    |
| Anges Bleus de Joinville | France      |
| Frogs de Legnano         | Italie      |
| Amsterdam Crusaders      | Pays-Bas    |
| Birmingham Bulls         | Royaume-Uni |
| Dublin Celts             | Irlande     |
| ?                        |             |

## Les éliminatoires

### Les matches
| Date | Domicile    | Score  | Visiteur    |
| ---- | ----------- | ------ | ----------- |
| ?    | Anges Bleus | 35 - 6 | Giants      |
| ?    | Red Barons  | 37 - 0 | Anges Bleus |
| ?    | Bulls       | 29 - 3 | Celts       |

### Les classements
| Qualifié en quarts de finale |

| Club                     | Vic. | Nuls | Déf. | Pts ≠ | Pts + | Pts - |
| ------------------------ | ---- | ---- | ---- | ----- | ----- | ----- |
| Cologne Red Barons       | 1    | 0    | 0    | 2     | 37    | 0     |
| Anges Bleus de Joinville | 1    | 0    | 1    | 2     | 35    | 43    |
| Giants de Graz           | 0    | 0    | 1    | 0     | 6     | 35    |

## Phase finale
| Date | Lieu | Domicile            | Score   | Visiteur                 |
| ---- | ---- | ------------------- | ------- | ------------------------ |
| ?    | ?    | Frogs de Legnano    | exempt  |                          |
| ?    | ?    | Cologne Red Barons  | 37 - 0  | Anges Bleus de Joinville |
| ?    | ?    | Amsterdam Crusaders | 46 - 15 | Birmingham Bulls         |
| ?    | ?    | Helsinki Roosters   | 33 - 21 | Kristianstad C4 Lions    |

| Date            | Lieu            | Domicile            | Score   | Visiteur           |
| --------------- | --------------- | ------------------- | ------- | ------------------ |
| 18 juillet 1989 | Legnano, Italie | Frogs de Legnano    | 49 - 15 | Cologne Red Barons |
| 18 juillet 1989 | Legnano, Italie | Amsterdam Crusaders | 34 - 0  | Helsinki Roosters  |

| Date            | Lieu            | Domicile         | Score   | Visiteur            |
| --------------- | --------------- | ---------------- | ------- | ------------------- |
| 22 juillet 1989 | Legnano, Italie | Frogs de Legnano | 27 - 23 | Amsterdam Crusaders |